# Bitwa pod Mnichovym Hradištěm
Bitwa pod Münchengrätz – starcie zbrojne, które miało miejsce 28 czerwca 1866 pod wsią Münchengrätz (obecnie miasteczko Mnichovo Hradiště), na północny zachód od Pragi między pruską Armią Łaby a austriacką Armią Izery podczas wojny prusko-austriackiej o hegemonię w Związku Niemieckim.
Starcie było niemal bezpośrednim następstwem bitwy pod Podolem. Zakończyło się ono kolejną porażką wojsk austriackich, w wyniku której zostały one zmuszone do pospiesznego wycofania w kierunku Jiczyna. Armia Izery wkroczyła do Czech i ruszyła w pościg za uchodzącymi Austriakami.